# 參議院 (比利時)
參議院（法語：Sénat）是比利時聯邦議會的上議院，和众议院共同組成了比利时联邦议会。比利時參議院創建於1831年，在1993年憲法之前，參議院擁有和眾議院平等的權力。在1993年憲法修改之後，眾議院享有優先權。2014年憲法修改之後，參議院議員不再由人民直選選出，而是間接選舉產生。
參議院有60名議員，任期5年。50名參議員由社群與大區議會選出，弗拉芒议会29名，法語社群議會10名，瓦隆尼亚议会8名，布魯塞爾首都大區議會法語群2名，德語社群議會1名。另10名參議員由參議院議員選出，參議院荷蘭語群選出6名，參議院法語群選出4名。

## 外部連結
- 官方网站